# Альто-Бидасоа
Альто-Бидасоа (исп. Alto Bidasoa) — комарка в Испании, находится в провинции Наварра. По территории района протекает река Бидасоа.

## Муниципалитеты
1. Бейнса-Лабайен
2. Бертис-Арана
3. Донамариа
4. Сантестебан
5. Эльгорриага
6. Эратсун
7. Эскурра
8. Итурен
9. Ойс
10. Сальдияс
11. Сумбилья
12. Урроц (Малеррека)
13. Субьета